# Agustín Ortiz Ramos
Agustín Ortiz Ramos (28 de agosto de 1890 - 23 de diciembre de 1985) fue un militar mexicano que participó en la Revolución mexicana. Hijo de Maximino Ortiz y de Josefa Ramos, ambos campesinos. En 1911 se incorporó a las fuerzas maderistas de Maurilio Mejía. Fue uno de los firmantes del Plan de Ayala, para después operar en el estado de Puebla, participando en los combates de Jaltepec, Atlixco y Cerro de Teruel, primero bajo las órdenes de José Palma y luego con Sabino Burgos. Más tarde fue enviado a combatir en el estado de Guerrero combatiendo en Tecolapa y Buenavista de Cuéllar. Siempre permaneció fiel a la causa zapatista hasta 1920, cuando se retiró de la lucha para dedicarse a cultivar la tierra en Zompantla, cerca de su pueblo natal. Al retirarse contaba con el grado de Capitán primero. Tuvo varios hijos a los cual les contó más detalles sobre sus batallas. Se casó con Eufracia Perez, tuvieron seis hijos, Tránsito, Elodia, Sabas, Guadalupe, Nicolas y Vicente. Solo dos de sus hijos aún viven: Sabas vive en el extranjero y Vicente en la Ciudad de México.